# لارا استالدر
لارا استالدر (انگلیسی: Lara Stalder؛ زادهٔ ۱۵ مهٔ ۱۹۹۴) بازیکن هاکی روی یخ اهل سوئیس است.